# Зав'язкін Олег Володимирович
Оле́г Зав'я́зкін (*20 квітня 1971, Макіївка) — прозаїк, поет. Член Національної спілки письменників України. Лауреат «Русской премии» у жанрі поезії (2007).

## Життєпис
Народився 20 квітня 1971 року в місті Макіївці Донецької області.
Закінчив медичне училище, після служби в лавах Збройних Сил (1990—1992) кілька років працював фельдшером «швидкої допомоги». 1998 р. закінчив заочне відділення філологічного факультету Донецького державного університету.
Зараз працює заступником головного редактора видавництва «БАО» (Донецьк).
Має публікації українською та російською мовами в журналах «Кальміус» (Донецьк), «Многоточие» (Донецьк), «Дикое Поле» (Донецьк), «Соты» (Київ), «Крещатик» (Німеччина), «Солнечное сплетение» (Ізраїль), «Арион» (Москва), «Далекосхідна хвиля» (Хабаровськ); альманасі «Освобожденный Улисс: русская поэзия за пределами России» (Москва, «Новое литературное обозрение», 2005); у «Книге донецкой прозы», збірнику «Донецька хвиля на Амурі» (Хабаровськ, 2007 р.) та ін.
Олег Зав'язкін — майстер дошкульних памфлетів, спрямованих проти неоколоністичних зазіхань «зведеного брата москаля». Деякі з цих творів стали широко відомими в Україні та в східній і західній діаспорах («Меру-мур: Відповідь меру міста Москви Лужкову», «Мій зведений брат Москаль» та ін.). Памфлет-інвектива «Анатема» направлений проти зазіхань московських попів на нашу Українську церкву.
Автор збірки прози «Жереб Енея», збірки поезій «Українавтика, або Оптимістична плавба» (Національна спілка письменників України, журнал «Донбас», Донецьк, 2005), роману «Круги на траве» («Донеччина», 2006).